# Gedenkstein Ladeburg

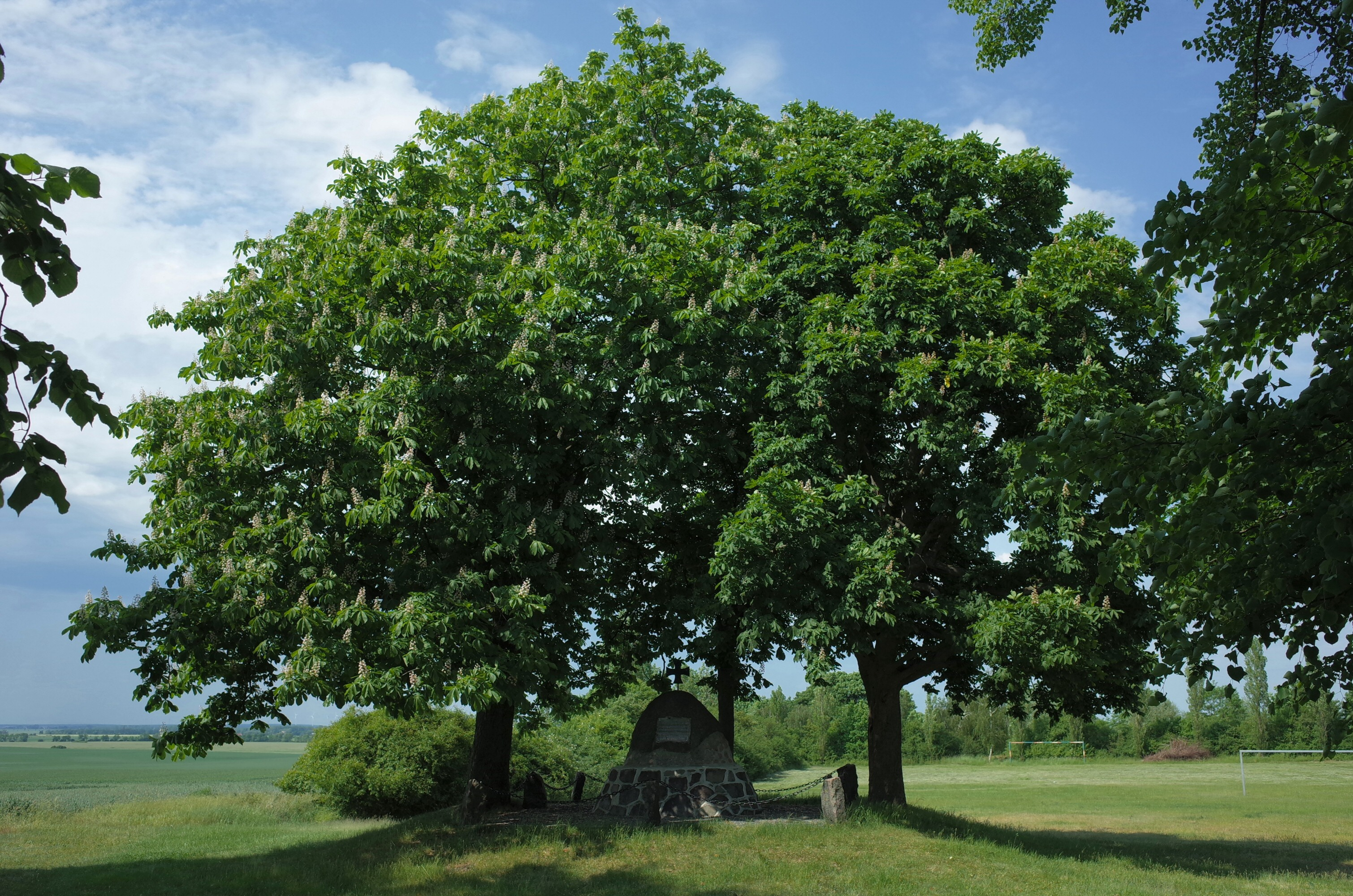
Denkmal

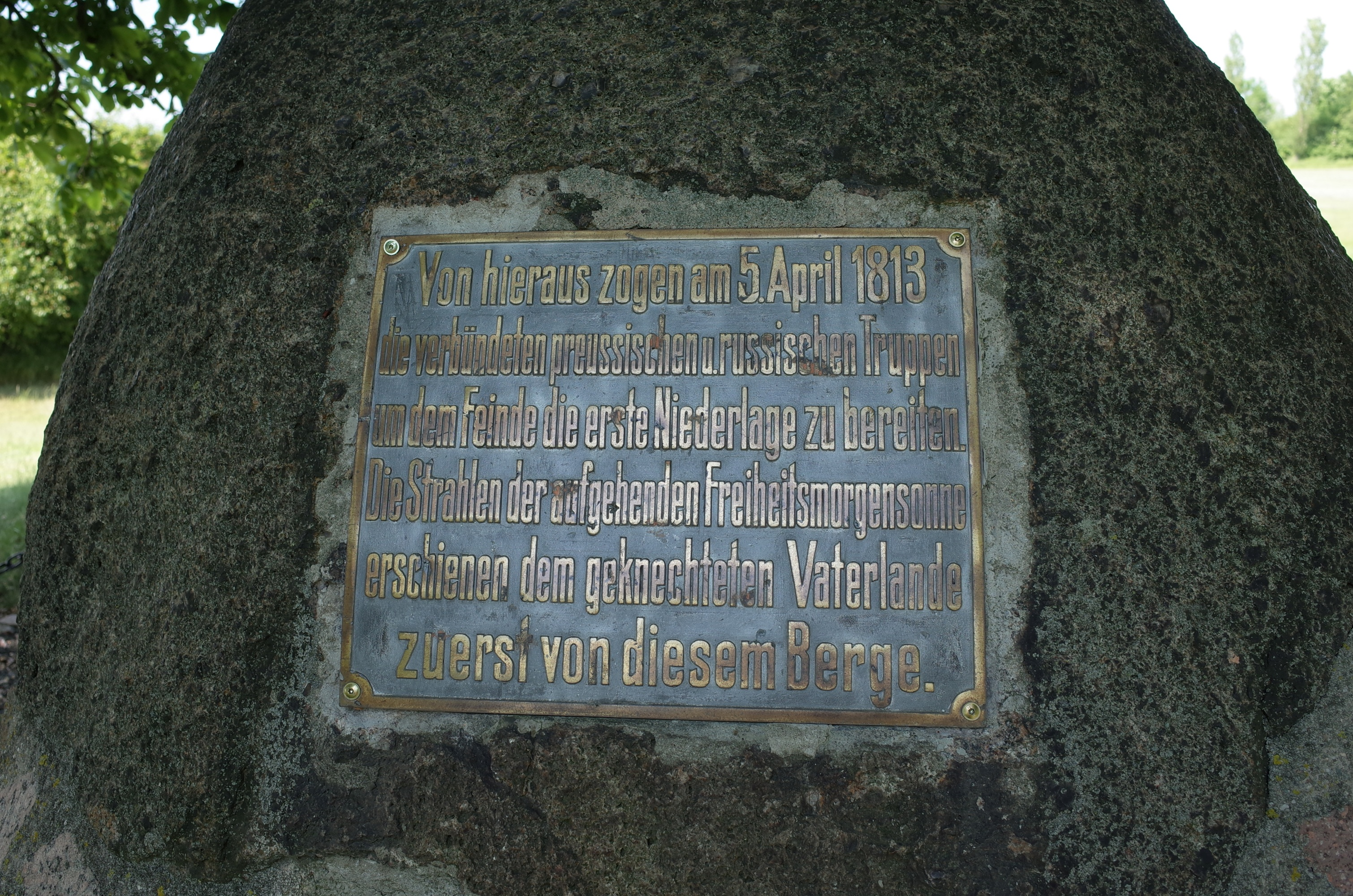
Gedenktafel

Der Gedenkstein Ladeburg ist ein denkmalgeschütztes Gedenkstein in der Ortschaft Ladeburg der Stadt Gommern in Sachsen-Anhalt.
Im örtlichen Denkmalverzeichnis ist der Gedenkstein unter der Erfassungsnummer 094 41490 als Baudenkmal verzeichnet.

## Lage
Der Gedenkstein Ladeburg befindet sich ca. 100 m nordöstlich der Ortschaft Ladeburg an der K 1234, die von Ladeburg nach Vehlitz verläuft.

## Geschichte
Am 5. April 1813 fand ein Gefecht zwischen Preußen und Russland mit 20.000 Mann auf der einen Seite und Frankreich mit 35.000 Mann auf der anderen Seite statt. Das Gefecht bei Möckern wurde trotz unterlegener Truppenstärke von den Verbündeten Preußen und Russland gewonnen werden.
Der Gedenkstein bei Ladeburg war ein Geschenk von dem Baron von Münchhausen, zur Erinnerung an das in diesem Gebiet stattgefundene Gefecht, an den Ladeburger Kriegerverein. 2010 drohte der Gedenkstein langsam auseinanderzufallen. Der Ortsbürgermeister von Ladeburg beantragte daraufhin bei der Stadt Gommern die Sanierung des Denkmales.